# 기프
기프(geep, sheep–goat chimera)는 염소와 양의 교배종이다.